# NGC 5900
NGC 5900 este o galaxie spirală situată în constelația Boarul. A fost descoperită în 9 aprilie 1787 de către William Herschel. Se află la o distanță de 61,38 de megaparseci de Pământ.